# ルアイ・チャンコ
ルアイ・チャンコ（Louay Chanko、1979年11月29日-）は、スウェーデン出身の元シリア代表サッカー選手。現役時代のポジションはセントラルミッドフィールダーでプレースキックを得意とする。
2008年6月8日のFIFAワールドカップ・アジア3次予選のクウェート代表戦で国際Aマッチデビューと同予選に3試合出場。AFCアジアカップ2011では本大会のメンバーに選出され、グループリーグのヨルダン代表戦で途中出場した。

## 所属クラブ
- シリアンスカFC 1998-2000
- ユールゴーデンIF 2000-2003
- マルメFF 2003-2005
- AEKアテネFC 2005-2006
- ハンマルビーIF 2006-2009
- オールボーBK 2009-2012
- シリアンスカFC 2012-2016
- ヴェステロースSK 2017

## タイトル
- アルスヴェンスカン - 2002年、2004年
- スウェーデンカップ - 2002年